# Ex offo
Ex offo je zkrácený výraz znamenající z úřední moci, povinnosti, z úředního příkazu. Jedná se o zavedenou zkratku vyskytující se v právním prostředí zemí bývalého Rakouska-Uherska a pocházející z běžného latinského výrazu ex officio, který je znám i v dalších právních řádech. V právnické terminologii se obvykle jedná o soudem přiděleného obhájce (tzv. obhájce nebo advokát ex offo). Nositel funkce nebo úřadu, který je z jejich titulu automaticky (ex officio) nositelem jiné funkce, se označuje virilista.

## Ex offo v trestním řízení
V trestním řízení ex offo označuje případ tzv. nutné obhajoby, kdy obviněný musí mít obhájce ze zákona (např. je-li ve vazbě nebo horní hranice hrozícího trestu odnětí svobody převyšuje pět let), ale sám si jej nezvolí. Pak je mu ustanoven neprodleně soudem. Obhájcem může být pouze advokát a je povinen případ převzít. Pouze z důležitých důvodů může být na žádost obhajoby zproštěn.

## Ex offo v kultuře
- Ex offo – film České televize z roku 1998 o procesu s K. H. Frankem, režie Jaromír Polišenský, scénář Jan Drbohlav[4]